# Edwin Rzeszuto
Edwin Rzeszuto (ur. 3 grudnia 1933 w Przybysławicach, zm. 6 czerwca 2021 w Tarnowie) – polski duchowny katolicki, proboszcz parafii św. Józefa i Matki Bożej Fatimskiej w Tarnowie i duszpasterz Polskiej Misji Katolickiej we Francji.

## Życiorys
Pochodził z parafii Przybysławice. Był synem Piotra i Anny z d. Kaczmarska. W 1952 roku w Tarnowie zdał egzamin dojrzałości, a następnie wstąpił do Wyższego Seminarium Duchownego w Tarnowie. Po ukończeniu studiów filozoficzno-teologicznych przyjął święcenia kapłańskie z rąk biskupa Karola Pękali, w dniu 23 czerwca 1957 roku w Tarnowie.
Jako wikariusz pracował w parafiach: Witkowice (od 31 lipca 1957 roku), św. Józefa w Tarnowie (od 29 lipca 1961 roku) oraz Tarnów-Katedra (od 18 czerwca 1966 roku). 20 sierpnia 1975 roku został mianowany proboszczem parafii pw. św. Józefa i Matki Bożej Fatimskiej w Tarnowie. Funkcję tę pełnił do 23 sierpnia 2003 roku, a następnie pozostał w tej parafii jako rezydent. Jako czciciel Matki Bożej Fatimskiej odwiedził około 120 parafii (w Polsce i poza jej granicami), głosząc w nich tygodniowe misje fatimskie. W ten sposób powstawały nowe miejsca kultu Matki Bożej z Fatimy. Śpiewane w Polsce pieśni fatimskie, tj. Z dalekiej Fatimy, O Pani nasza, Salve Regina czy Niepokalana Słoneczna Pani powstały dzięki niemu w tarnowskim sanktuarium maryjnym. Teksty na podstawie przywiezionych przez księdza Rzeszutę z Fatimy nut tworzył ks. Kazimierz Pasionek.
Ponadto ks. Rzeszuto pełnił obowiązki diecezjalnego duszpasterza lektorów i ministrantów, referenta do spraw duszpasterstwa sanktuaryjnego, członka Rady Diecezjalnej Caritas, dekanalnego ojca duchownego kapłanów dekanatu Tarnów-Północ, notariusza dekanatu Tarnów-Wschód i dekanatu Tarnów-Centrum, wicedziekana dekanatu Tarnów-Centrum. Pracował 15 lat wśród francuskiej Polonii. Był sekretarzem generalnym w biurze Polskiej Misji Katolickiej w Paryżu, proboszczem parafii Miłosierdzia Bożego w Paryżu i ojcem duchownym księży pracujących we Francji.
W 1973 otrzymał diecezjalne odznaczenie Expositorium Canonicale, a w roku 1976 diecezjalny przywilej Rochettum et Mantolettum, zaś w roku 1985 został obdarzony godnością Kapelana Jego Świątobliwości. W 2019 roku za wybitne zasługi dla środowiska polonijnego we Francji został odznaczony Krzyżem Kawalerskim Orderu Zasługi RP.
Zmarł 6 czerwca 2021 r. i został pochowany na cmentarzu we wsi urodzenia.